# Sternopygus
Sternopygus is een geslacht van straalvinnige vissen uit de familie van de Amerikaanse mesalen (Sternopygidae).

## Soorten
- Sternopygus aequilabiatus (Humboldt, 1805)
- Sternopygus arenatus (Eydoux & Souleyet, 1850)
- Sternopygus astrabes Mago-Leccia, 1994
- Sternopygus branco Crampton, Hulen & Albert, 2004
- Sternopygus castroi Triques, 2000
- Sternopygus macrurus (Bloch & Schneider, 1801)
- Sternopygus obtusirostris Steindachner, 1881
- Sternopygus pejeraton Schultz, 1949
- Sternopygus xingu Albert & Fink, 1996